# 진밀

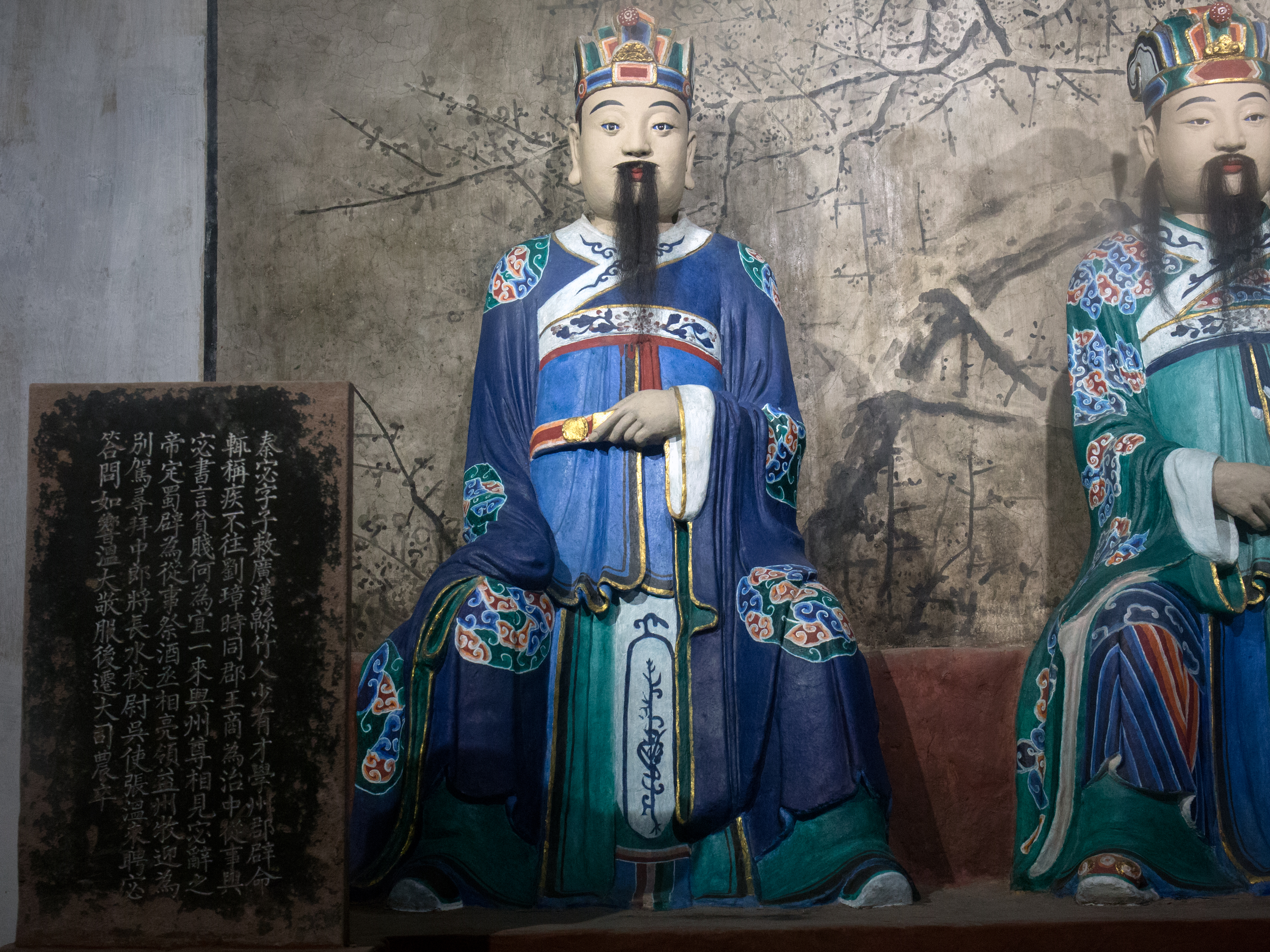

진밀(秦宓, ? ~ 226년)은 중국 후한 말 ~ 삼국 시대 촉한의 정치가로, 자는 자래(子勑)이며 익주(益州) 광한군(廣漢郡) 면죽현(綿竹縣) 사람이다.

## 생애
젊어서 재능과 학식이 있어 주와 군의 초빙을 받았으나 병을 칭탁하여 나가지 않았고, 익주목 유언(劉焉)에게 상서를 올려 같은 군의 명망 높은 유자 임정조(곧 임안)를 추천했다.
유장(劉璋)이 익주목이 되고 같은 군의 왕상이 치중종사가 되자, 편지를 보내 진밀에게 유장을 만나기를 권했으나, 유장이 현명하지 못함을 들어 초야에 묻힐 것이라고 답했다. 훗날 왕상이 엄군평과 이홍의 사당을 세우자, 편지를 보내 이것이 같은 고향 사람을 후대하는 것이라 하면서도 익주 문사의 태두라 할 수 있는 사마상여(司馬相如)를 위해 사당을 짓는 것이 마땅하다고 했다. 이권(李權)이 《전국책》을 빌려 식견을 늘리고자 하자, 전국책이 종횡가의 책이므로 좋지 못하다고 했다.
유비(劉備)가 익주를 평정하자, 광한태수 하후찬(夏侯纂)이 불러 사우좨주로 삼고, 오관연을 겸하게 하며, 중부(仲父)라 불렀으나, 다시 질병을 칭탁하여 출사하지 않았다. 익주에서 불러 종사좨주로 삼았다. 유비가 제위에 오르자 장차 동오를 치려 했는데, 천시를 살피고 이롭지 못할 것이라 하여 유폐되었다가 풀려났다. 건흥 2년(224), 제갈량(諸葛亮)이 익주목을 겸하자, 뽑혀 별가가 되었고, 좌중랑장, 장수교위가 되었다. 장온(張溫)이 오나라에서 사신으로 오자, 장온의 질문에 하나하나 답하며 자신의 박식함을 보여 장온을 경복케 했다.
대사농이 되었으나, 동 4년(226)에 죽었다.

## 《삼국지연의》의 진밀
유장을 섬겼던 문신이었으며 후에 촉한의 신하로 귀순했다. 유비에게 성도를 내어주기 전 사자로 온 간옹(簡雍)의 거만한 태도를 꾸짖고 한 편으로 유장에게 유비에 투항할 것을 권했다. 이후 촉한의 신하가 되었으며 유비가 관우(關羽)의 원수를 갚기 위해 오를 치려 할 때 반대하였다.
한국의 삼국지연의 번역본에서는 모두 이름을 진복으로 표기하고 있다.

## 같이 보기
- 삼국지 인물 목록